# IC 1378
IC 1378 bezeichnet im Index-Katalog 10 bis 15 scheinbar dicht beieinander liegende Sterne im Sternbild Kepheus. Der Katalogeintrag geht auf eine Beobachtung des Astronomen Thomas Espin am 16. September 1893 zurück.